# Luigi Mancia
Luigi Mancia   (Brescia, c. 1660 - Després de 1708) fou un cantant i compositor italià.

## Vida i treball
No se sap res dels seus primers anys i la seva formació musical. L'any de naixement 1658 es remunta a una pòlissa d'assegurança recentment descoberta per Marco Bizzarini pel seu pare Domenico Manza. El 1687 va actuar junt amb el cantant Ferdinando Chiaravalle a la cort de l'elector Ernest August de Brunsvic-Lüneburg. A la cort d'aquest conegut mecenes i amant de l'art, també va escriure la seva primera composició tradicional, l'òpera Paride a Ida. L'obra va ser sota la direcció del mestre de capella Agostino Steffani representat al teatre de la cort. Després del seu retorn a Itàlia, va treballar a Roma el 1695 i el 1696, on va presentar tres de les seves òperes. L'any següent va tornar a Hannover per una novetat durant la temporada d'estiu. A l'octubre es garanteix l'estada a Berlín, on va aparèixer com a cantant juntament amb Chiaravalle, Attilio Ariosti, Francesco Antonio Mamiliano Pistocchi i Valentino Urbani, al servei de Sofia Carlota de Hannover, filla de l'elector Ernst August i esposa del futur rei de Prússia Frederic.
Pel que fa a l'estil, Mancia mostra més afinitat als seus predecessors Alessandro Stradella i Giovanni Legrenzi que als seus contemporanis Attilio Ariosti, Francesco Gasparini o Alessandro Scarlatti. La seva primera òpera es va basar en la forma clàssica d'estrofa, majoritàriament en tres metres. Va renunciar a la da capo aria, tan moderna en aquell moment. Com a resultat, va ser cridat a la cort del virrei espanyol de Nàpols, per a qui va compondre algunes obres el 1698 i el 1699. A principis de 1701 va estar al servei de l'elector Johann Wilhelm a Düsseldorf com a camarlenc .
El 1707 va acompanyar l'ambaixador venecià a Londres, on només va romandre breument. El 1708 va compondre una òpera per a Venècia i una serenata per a Brescia, la seva darrera obra coneguda. Va dedicar algunes de les seves obres a l'esposa de l'elector Karl III, esperant una posició com a Kapellmeister. Al mateix temps, va intentar obtenir un treball al servei de la reina Anna Stuart a través de Charles Montagu, 1r el comte d'Halifax .
No se sap el lloc i l'hora de la seva mort.

## Composicions

### Òperes
- Paride in Ida (Trattamento pastorale per musica, Libretto di N. Nicolini, 1687, Hannover)
- Giustino (Melodrama, llibret de Silvio Stampiglia, després de Nicolò Beregan, 1695, Roma)
- Flavio Cuniberto (Drama per musica, llibret de Matteo Noris, 1696, Roma)
- Il re infante (Drama per musica, llibret de Matteo Noris, 1696, Roma)
- La costanza nelle selve (Fàula pastoral, llibret de O. Mauro, 1697, Hannover)
- Tito Manilo (Drama per musica, llibret de Matteo Noris, 1698, Nàpols)
- Partenope (Drama per musica, llibret de Silvio Stampiglia, 1699, Nàpols)
- Alessandro a Susa (tragi-comèdia, llibret de Girolamo Frigimelica, 1708, Venècia)

## Serenates
- Componimento per musica in occasione del passaggio per Düsseldorf di Carlo III, re delle Spagne (per quatre veus, llibret de Luigi Mancia, 1703, Düsseldorf)
- Serenata (llibret de Giovanni Battista Bottalicio, 1708, Brescia)

## Cantates
- Ardo ahi lasso e non oso palesar
- Augelletti al teu canto (per a contralt i baix continu)
- Con fosco dente de veleno infetto
- Da fantastico umor (Canzone)
- Donna più non amerò
- Dove trascorri incauto piede? (Text de Luigi Mancia)
- E dove my traete (per a contralt i continu baix)
- Evitem o luci adorat
- E quando o luci amate (text de Luigi Mancia, per contralt i baix continu)
- Il più fedele amante (text de Luigi Mancia)
- Il tempo era l'ali (ària)
- En amor no ho fortuna (ària)
- La vince chi dura (Kanzonetta)
- Lucile oh Dio che fate (per a soprano i baix continu)
- Non cominci ad amar chi non ha scherma (Canzonetta)
- Non vel pensate no
- O Dio d'amor consola questo cor (Text von Luigi Mancia)
- Perché mai sì crude siete (per a soprano i Baix continu)
- Quando d'amor le leggi
- Quanto più mi consigliate (Amante bizzarro) (ària)
- Qui dove il fiato rio (Ària per a contralt, dos violins, viola, oboè, dos fagots i baix continu)
- Sedea su l'erbe ove più densa l'ombra
- Se dirai d'essere amante
- Se non mi vuoi amar (Per a contralt i baix continu)
- Se stringo lo scettro (Per a soprano i guitarra)
- Toglietemi pietosi (Medea tradita) (Per a contralt i baix continu)
- Tuffata in grembo all'acque (per baríton i baix continu)
- Un bacio Lilla? Ohimè! (per a dues veus i Baix continu)
- Un bel guardo di vaga beltà
- Vasta mole fondar su l'arene (per a baríton i Baix continu)

Versatevi ai torrenti (für Altstimme und Basso continuo)